# 第四长老会教堂 (芝加哥)
第四长老会教堂（Fourth Presbyterian Church of Chicago）是美国长老会的一个堂会，位于芝加哥的华丽一英里，約翰漢考克中心正对面。

## 历史
芝加哥第四长老会教堂成立于1871年2月，合并了“威斯敏斯特长老会教堂”和“长老会北堂”。1871年10月8日（星期日）举行了献堂仪式。就在同一天发生了芝加哥大火，新建的教堂被毁。于是会众又兴建了一座教堂，位于Rush街与 Superior 街拐角处，1874年2月献堂。
在四十年后的1912年，会众决定在尚待开发的松树街（今密歇根大街）建造一个新堂。建筑师拉尔夫·亚当斯克拉姆设计了这座哥特复兴式建筑。他在同年还设计了纽约圣约翰座堂。芝加哥第四长老会教堂在1914年献堂。
该堂为密歇根大街上除芝加哥水塔之外最古老的一座建筑，并已被列入国家史迹名录。